# Рольові моделі
Рольова модель — це людина або явище, які розглядаються як орієнтир та ідеалізований зразок або приклад. У вужчому розумінні рольова модель — це особа, з якою людина, зазвичай молода, ідентифікує себе і моделі поведінки якої вона наслідує або намагається наслідувати.
У той час як під «рольовими моделями» зазвичай розуміють людей, які, як правило, не є близькими до людини через своє високе становище, соціологи та психологи більше цікавляться рольовими моделями в найближчому соціальному оточенні (батьки, група однолітків), поведінка яких несвідомо наслідується, що, однак, може мати велике значення для процесу індивідуального розвитку. Ось чому термін «рольова модель» використовується для опису людини, яка не є близькою до людини через своє високе становище.

## Теорії рольових моделей

### Зиґмунд Фройд
Багато теорій про рольові моделі спираються на теорії, натхненні Зигмундом Фройдом. Він розглядав «ідентифікацію» з рольовою моделлю як психодинамічний процес, метою якого є узгодження власного «я» з «я», взятим за зразок для наслідування. В результаті перше «я» поводиться в певних аспектах як друге, наслідує його і, до певної міри, вбирає його. У ранньому дитинстві найважливішими рольовими моделями є батьки або основні опікуни; їх наслідують без рефлексії. Ідентифікуючи себе з ними, маленька дитина може вирішувати внутрішньо-психічні конфлікти, наприклад, страх самотності, створюючи внутрішній образ того, хто здійснює догляд, і переймаючи його поведінкові моделі. У пубертатному віці, коли самосвідомість і критичні судження зростають, а підліток набуває більше досвіду і розуміння інших соціальних контекстів, батьки сприймаються більш реалістично. Підліток більше орієнтується на альтернативні рольові моделі або ідеали, які він тепер може обирати самостійно.
Серед іншого, у виборі рольової моделі відіграють роль сприйнята схожість зі спостерігачем (може також стосуватися установок, цілей тощо), сприйнятий успіх рольової моделі та переконання спостерігача в тому, що він або вона також може наслідувати рольову модель. Якщо ці умови виконуються, рольова модель має позитивний вплив на переконання щодо самоефективності.

### Роберт Кінг Мертон
У 1950-х роках, вивчаючи мотивацію студентів-медиків у Колумбійському університеті, американський соціолог Роберт Мертон (Robert K. Merton) ввів термін «рольова модель», який відтоді широко використовується в англомовній соціології. Мертон розумів під рольовими моделями моделі, які наслідуються як зразки для виконання конкретних ролей (наприклад, гра в баскетбол), і відрізняв їх від референтних індивідів, яких наслідують як зразки для загального способу життя. Визначення рольових моделей Мертона базується на наступному: "Рольові моделі наслідуються як зразки для виконання конкретних ролей (наприклад, гра в баскетбол) і відрізняються від референтних індивідів, яких наслідують як зразки для загального способу життя.
В американській педагогіці рольове моделювання — поряд з позитивним примусом і дисципліною — сьогодні вважається однією з основ батьківської та шкільної освіти.

### Бандура/Вальтерс і Тауш/Тауш: навчання за зразком (Ворбільд)
У теорії навчання навчання за рольовою моделлю є важливим варіантом диференціації та подальшого розвитку поведінкових послідовностей. «Коли ми вчилися водити автомобіль, ми здебільшого знали, де і як сидіти, і ми вже знали, спостерігаючи за іншими людьми, які дії необхідні для того, щоб завести і вести автомобіль, і в якому порядку».

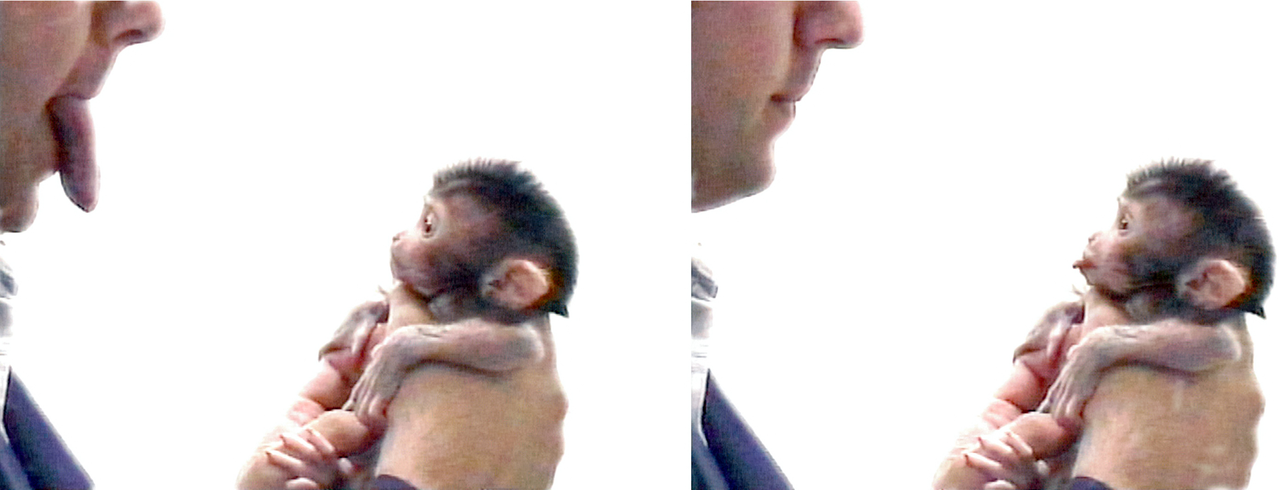
Мавпа імітує людину.

Бандура і Волтерс (1963) розглядають три різні ефекти навчання в рамках модельного навчання:
- Спостерігач набуває нової поведінки.
- Спостерігаючи за моделлю, попередня поведінка розгальмовується та гальмується.
- Запускається вже існуюча поведінка.

Обмін і бартер стосуються привабливості рольових моделей/зразків:
- Моделі з високою репутацією є ефективними;
- а також успішні приклади для наслідування;
- також моделі з добрими стосунками з людиною, яка спостерігає.

Можна зробити ще одну відмінність:
- реальна модель
- модель у фільмі
- модель у мультфільмі
- модель в літературі

Ці різні можливості мають різні ефекти (Бандура). Наприклад, рольова модель у мультфільмі може бути важливою для дітей з високим інтересом до цього.
Прикладом малоадекватної поведінки після обміну/обміну є, наприклад, вчитель, який запитує дітей:
- Поглянь на мене!
- Сядь!
- Гей, послухай, як ти посмів!

Зразком належної соціальної поведінки може бути, наприклад, вчитель, який говорить:
- Будь ласка, повторіть це ще раз, це було правильно.
- Думаю, ми трохи помилилися.
- Мені шкода, що ви не змогли прийти.

Навчання на рольових моделях відіграє важливу роль, особливо у складних поведінкових послідовностях, таких як соціальна поведінка (наприклад, манера вітатися) або навчання спорту (настільний теніс). Форми агресії по відношенню до певних осіб та груп також орієнтовані на рольові моделі/зразки. У цьому контексті важливими є моделі з фільмів і телебачення, особливо ті, які презентують себе як соціально успішні або розвивають позитивні стосунки зі спостерігачем (тут навчання за зразком поєднується з навчанням з підкріпленням). Вивчення мови навіть не можна уявити без відповідних моделей.